# Leichtathletik-Weltmeisterschaften 1983/Stabhochsprung der Männer

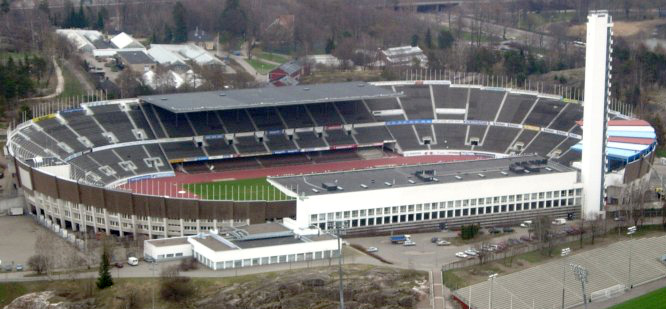
Das Olympiastadion in Helsinki

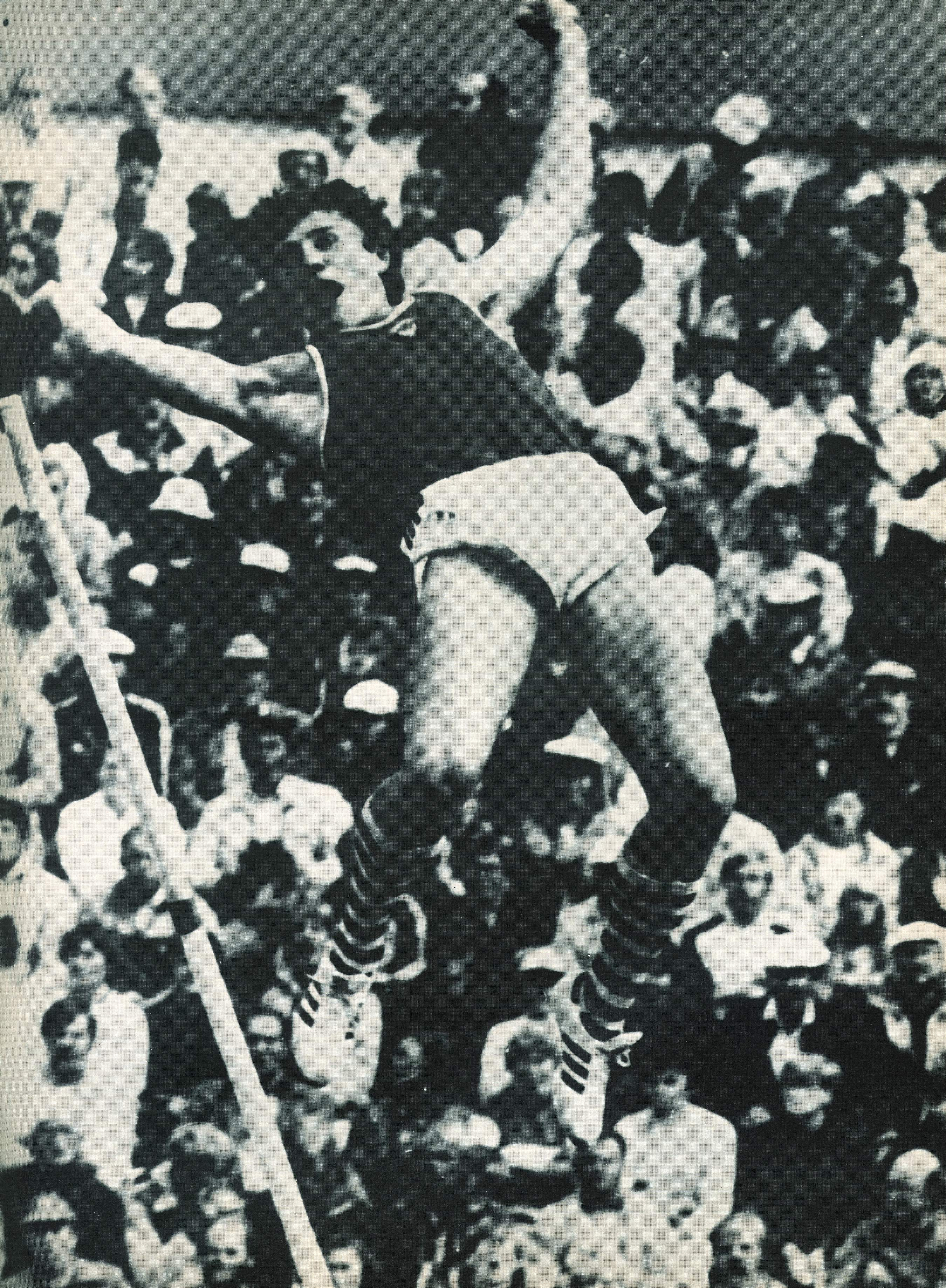
Der Sieger Serhij Bubka (1984)

Der Stabhochsprung der Männer bei den Leichtathletik-Weltmeisterschaften 1983 fand am 12. und 14. August 1983 in Helsinki, Finnland, statt.
27 Athleten aus 16 Ländern nahmen an dem Wettbewerb teil. Die Goldmedaille gewann Serhij Bubka aus der Sowjetunion mit 5,70 m, Silber ging mit 5,60 m an Bubkas Landsmann Konstantin Wolkow, der 1980 Olympiasilber errungen hatte. Die Bronzemedaille sicherte sich der bulgarische EM-Dritte von 1982 Atanas Tarew mit 5,60 m.

## Rekorde
Vor dem Wettbewerb galten folgende Rekorde:
| Weltrekord               | Wladimir Poljakow                                                           | 5,81 m                                                                      | Tiflis, Sowjetunion                                                         | 26. Juni 1981                                                               |
| Weltmeisterschaftsrekord | Es gab noch keine WM-Rekorde, die Veranstaltung wurde erstmals ausgetragen. | Es gab noch keine WM-Rekorde, die Veranstaltung wurde erstmals ausgetragen. | Es gab noch keine WM-Rekorde, die Veranstaltung wurde erstmals ausgetragen. | Es gab noch keine WM-Rekorde, die Veranstaltung wurde erstmals ausgetragen. |

Der WM-Rekord wurde nach und nach auf zuletzt 5,70 m gesteigert (Serhij Bubka, Sowjetunion im Finale am 14. August 1983).

## Qualifikation
12. August 1983
Aufgrund schlechten Wetters wurde die Qualifikation nicht beendet. Alle 27 Athleten durften zwei Tage später zu einem Mammutfinale antreten.

### Gruppe A
| Platz | Athlet            | Land               | Höhe(m)  |
| ----- | ----------------- | ------------------ | -------- |
| 1     | Konstantin Wolkow | Sowjetunion        | 5,40+ CR |
| 2     | Atanas Tarew      | Bulgarien          | 5,30+    |
| 2     | Pierre Quinon     | Frankreich         | 5,30+    |
| 2     | Patrick Abada     | Frankreich         | 5,30+    |
| 5     | Jürgen Winkler    | BR Deutschland     | 5,20+    |
| 5     | František Jansa   | Tschechoslowakei   | 5,20+    |
| 5     | Tom Hintnaus      | Brasilien          | 5,20+    |
| 5     | Tadeusz Ślusarski | Polen              | 5,20+    |
| 5     | Wladimir Poljakow | Sowjetunion        | 5,20+    |
| 10    | Veijo Vannesluoma | Finnland           | 5,20+    |
|       | Billy Olson       | Vereinigte Staaten | yte      |
|       | George Barber     | Kanada             | NM       |
|       | Tapani Haapakoski | Finnland           | NM       |

### Gruppe B
| Platz | Athlet                | Land                | Höhe (m) |
| ----- | --------------------- | ------------------- | -------- |
| 1     | Władysław Kozakiewicz | Polen               | 5,30+    |
| 2     | Serhij Bubka          | Sowjetunion         | 5,20+    |
| 2     | Miro Zalar            | Schweden            | 5,20+    |
| 2     | Mike Tully            | Vereinigte Staaten  | 5,20+    |
| 2     | Timo Kuusisto         | Finnland            | 5,20+    |
| 2     | Liang Weiqiang        | Volksrepublik China | 5,20+    |
|       | Alberto Ruiz          | Spanien             | yte      |
|       | Jeff Buckingham       | Vereinigte Staaten  | yte      |
|       | Thierry Vigneron      | Frankreich          | yte      |
|       | Felix Böhni           | Schweiz             | yte      |
|       | Tomomi Takahashi      | Japan               | NM       |
|       | Hermann Fehringer     | Österreich          | NM       |
|       | Iwo Jantschew         | Bulgarien           | NM       |
|       | Günther Lohre         | BR Deutschland      | NM       |

## Legende
Kurze Übersicht zur Bedeutung der Symbolik:
| +   | noch im Wettbewerb (still in competition)       | Bezug: Qualifikation |
| yte | Wettkampf noch nicht aufgenommen (yet to enter) | Bezug: Qualifikation |
| –   | Höhe ausgelassen                                | Bezug: Finale        |
| x   | Fehlversuch                                     | Bezug: Finale        |
| o   | Höhe übersprungen                               | Bezug: Finale        |

## Finale
14. August 1983
Aufgrund der schlechten Witterungsbedingungen hatten die Qualifikationswettbewerbe abgebrochen werden müssen. So kam es hier zu einem in dieser Form einmaligen Stabhochsprungfinale mit 27 Teilnehmern.
| Platz             | Athlet                | Land                | 5,10 m | 5,25 m | 5,40 m | 5,50 m | 5,55 m | 5,60 m | 5,65 m | 5,70 m | 5,82 m | Höhe (m) |
| ----------------- | --------------------- | ------------------- | ------ | ------ | ------ | ------ | ------ | ------ | ------ | ------ | ------ | -------- |
|                   | Serhij Bubka          | Sowjetunion         | –      | –      | o      | o      | –      | xxo    | –      | xxo    | xxx    | 5,70 CR  |
|                   | Konstantin Wolkow     | Sowjetunion         | –      | –      | o      | –      | –      | o      | –      | xxx    |        | 5,60     |
|                   | Atanas Tarew          | Bulgarien           | –      | –      | xxo    | o      | –      | o      | xxx    |        |        | 5,60     |
| 4                 | Tadeusz Ślusarski     | Polen               | –      | –      | xo     | –      | o      | –      | xxx    |        |        | 5,55     |
| 5                 | Tom Hintnaus          | Brasilien           | –      | –      | xo     | o      | –      | xx–    | x      |        |        | 5,50     |
| 6                 | Patrick Abada         | Frankreich          | –      | –      | –      | xo     | –      | xxx    |        |        |        | 5,50     |
| 7                 | Miro Zalar            | Schweden            | –      | –      | xo     | xo     | –      | xxx    |        |        |        | 5,50     |
| 8                 | Władysław Kozakiewicz | Polen               | –      | –      | o      | x–     | xx     |        |        |        |        | 5,40     |
| 8                 | Thierry Vigneron      | Frankreich          | –      | o      | o      | xxx    |        |        |        |        |        | 5,40     |
| 10                | Felix Böhni           | Schweiz             |        |        |        |        |        |        |        |        |        | 5,40     |
| 10                | František Jansa       | Tschechoslowakei    |        |        |        |        |        |        |        |        |        | 5,40     |
| 10                | Wladimir Poljakow     | Sowjetunion         |        |        |        |        |        |        |        |        |        | 5,40     |
| 13                | Jeff Buckingham       | Vereinigte Staaten  |        |        |        |        |        |        |        |        |        | 5,40     |
| 14                | Veijo Vannesluoma     | Finnland            |        |        |        |        |        |        |        |        |        | 5,40     |
| 15                | Günther Lohre         | BR Deutschland      |        |        |        |        |        |        |        |        |        | 5,25     |
| 15                | Liang Weiqiang        | Volksrepublik China |        |        |        |        |        |        |        |        |        | 5,25     |
| 17                | Jürgen Winkler        | BR Deutschland      |        |        |        |        |        |        |        |        |        | 5,25     |
| 18                | Timo Kuusisto         | Finnland            |        |        |        |        |        |        |        |        |        | 5,25     |
| 19                | Tomomi Takahashi      | Finnland            |        |        |        |        |        |        |        |        |        | 5,25     |
| 20                | Alberto Ruiz          | Spanien             |        |        |        |        |        |        |        |        |        | 5,10     |
|                   | Hermann Fehringer     | Österreich          |        |        |        |        |        |        |        |        |        | NM       |
| Tapani Haapakoski | Finnland              |                     |        |        |        |        |        |        |        |        |        | NM       |
| Billy Olson       | Vereinigte Staaten    |                     |        |        |        |        |        |        |        |        |        | NM       |
| Pierre Quinon     | Frankreich            | –                   | –      | xxx    |        |        |        |        |        |        |        | NM       |
| Mike Tully        | Vereinigte Staaten    |                     |        |        |        |        |        |        |        |        |        | NM       |
| Iwo Jantschew     | Bulgarien             |                     |        |        |        |        |        |        |        |        |        | NM       |
| George Barber     | Kanada                |                     |        |        |        |        |        |        |        |        |        | NM       |

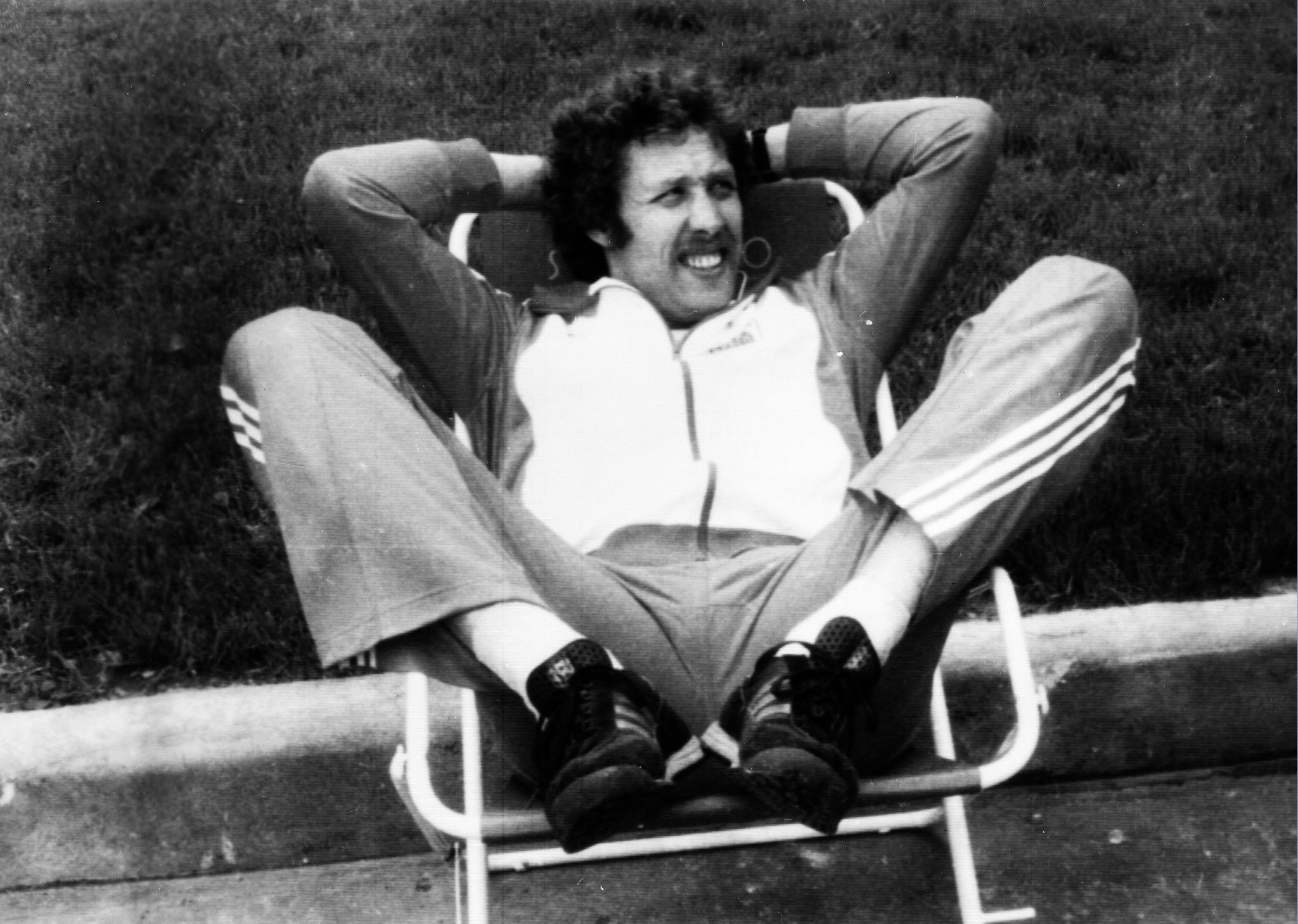
Der Olympiasieger von 1980 und frühere Weltrekordinhaber Władysław Kozakiewicz (auf dem Foto im Jahr 1980) belegte den geteilten achten Rang
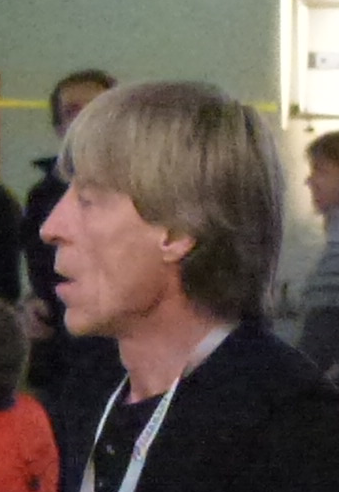
Thierry Vigneron (hier im Jahr 2012), ebenfalls Ex-Weltrekordler, kam auf den geteilten achten Platz

## Videos
- The first world Championships in athletics. Finland. Helsinki 1983. Pole vaulting. Men. Bubka S auf youtube.com, abgerufen am 3. April 2020
- The first world Championships in athletics. Finland. Helsinki 1983. Pole vaulting. Men. Zalar M. SWE auf youtube.com, abgerufen am 3. April 2020
- HELSINKI 1983 - POLE VAULT BIOMECHANICAL ANALYSIS auf youtube.com, abgerufen am 3. April 2020